# John Herbert White
John Herbert White (2 de febrero de 1880 - 18 de noviembre de 1920, Londres, Inglaterra) fue coautor junto a Richard Griffith del famoso libro de aperturas de ajedrez, Aperturas Modernas de Ajedrez, que ha tenido muchas ediciones hasta los años 1990.